# Jacques-François Besson
Pour les articles homonymes, voir Besson.
Jacques-François Besson est le 98e évêque de Metz de 1824 à 1842.

## Biographie
Il est né le 12 septembre 1756 à Mieugy dans le département de l'Ain.
Après des études au séminaire saint Irénée de Lyon, il se consacre au droit et obtient le diplôme d’avocat.
Il est nommé vicaire général du diocèse de Genève. Il est emprisonné le 20 février 1793 sur ordre de Burnod, procureur syndic du département du Mont-Blanc, à la demande de Philibert Simond et Marie-Jean Hérault de Seychelles, représentants en mission de la Convention nationale, après l’occupation de la Savoie par la France. Parvenant à fuir lors de son transfert vers Bordeaux d'où il devait être déporté vers la Guyane , il vit en exil à Constance, à Turin puis à Munich.
Après le concordat de 1801, il est nommé curé de la paroisse Saint-Nizier de Lyon par l'archevêque Joseph Fesch.
Nommé évêque de Marseille en 1817, il refuse ce poste.
En 1822, il devient vicaire général de la grande aumônerie de France et en 1823 chanoine honoraire de Saint-Denis.
Il est sacré évêque de Metz le 23 février 1824 et prend possession de son poste le 1er juin.
Il est mort le 23 juillet 1842 à Metz.